# Pasieguito
Bernardino Pérez Elizarán (Hernani, Guipúzcoa, España, 21 de mayo de 1925-Valencia, España, 21 de octubre de 2002), conocido como Pasieguito, fue un futbolista y entrenador español. Jugaba de centrocampista y desarrolló gran parte de su carrera deportiva en el Valencia C. F.

## Trayectoria
A pesar de ser conocido como Pasieguito, Bernardino Pérez no nació en la comarca pasiega de Cantabria como pudiera pensarse, sino en el País Vasco y más concretamente en la localidad de Hernani. El apodo, sin embargo, sí estaba relacionado con dicha comarca cántabra; la familia de su padre era pasiega. Su padre, Gumersindo Pérez Pardo  nacido también en Hernani pero hijo de pasiegos, era apodado por ello Pasiego.Fue un conocido pelotari de la modalidad de remonte en la década de 1920, por lo que el hijo de Pasiego también pelotari en sus comienzos fuera apodado como Pasieguito 
Pasieguito fue fichado por el Valencia C. F. cuando aún estaba en edad juvenil, y debutó con el primer equipo el 21 de marzo de 1943 en un partido ante el Granada C. F. Como aún no contaba con dieciocho años el hecho fue denunciado por el R. C. D. Español, que también había pretendido ficharle lo que le valió una sanción de un año sin jugar y que tuvo que aceptar inculpándose por falsificar su fecha de nacimiento en la ficha federativa sin que ello fuera cierto ya que era desconocedor de esa normativa que no permitía jugar a menores de 18 años y así evitar una sanción grave al club Transcurrido el año de sanción volvió a reaparecer en el Valencia, esta vez en partido amistoso, su modo de jugar debido a su juventud algo frío aunque excelentemente técnico  hizo que fuera cedido al Levante UD  para que fuera adquiriendo la experiencia necesaria para jugar en Primera División.
Aparentaba ser un jugador frío, pero ello era debido a que poseía una gran calidad técnica  y un dominio de los fundamentos del juego fuera de lo común, lo que le permitía dirigir el juego del equipo a la perfección. En sus inicios destacó como interior, si bien acabó formando junto con Antonio Puchades una medular mítica en el valencianismo. El jugador de Sueca era un derroche físico y de coraje, mientras que el vasco se encargaba de canalizar el juego aprovechando su rápido regate y su magnífico toque de balón que le permitía anotar gran cantidad de goles de falta y penalti. 

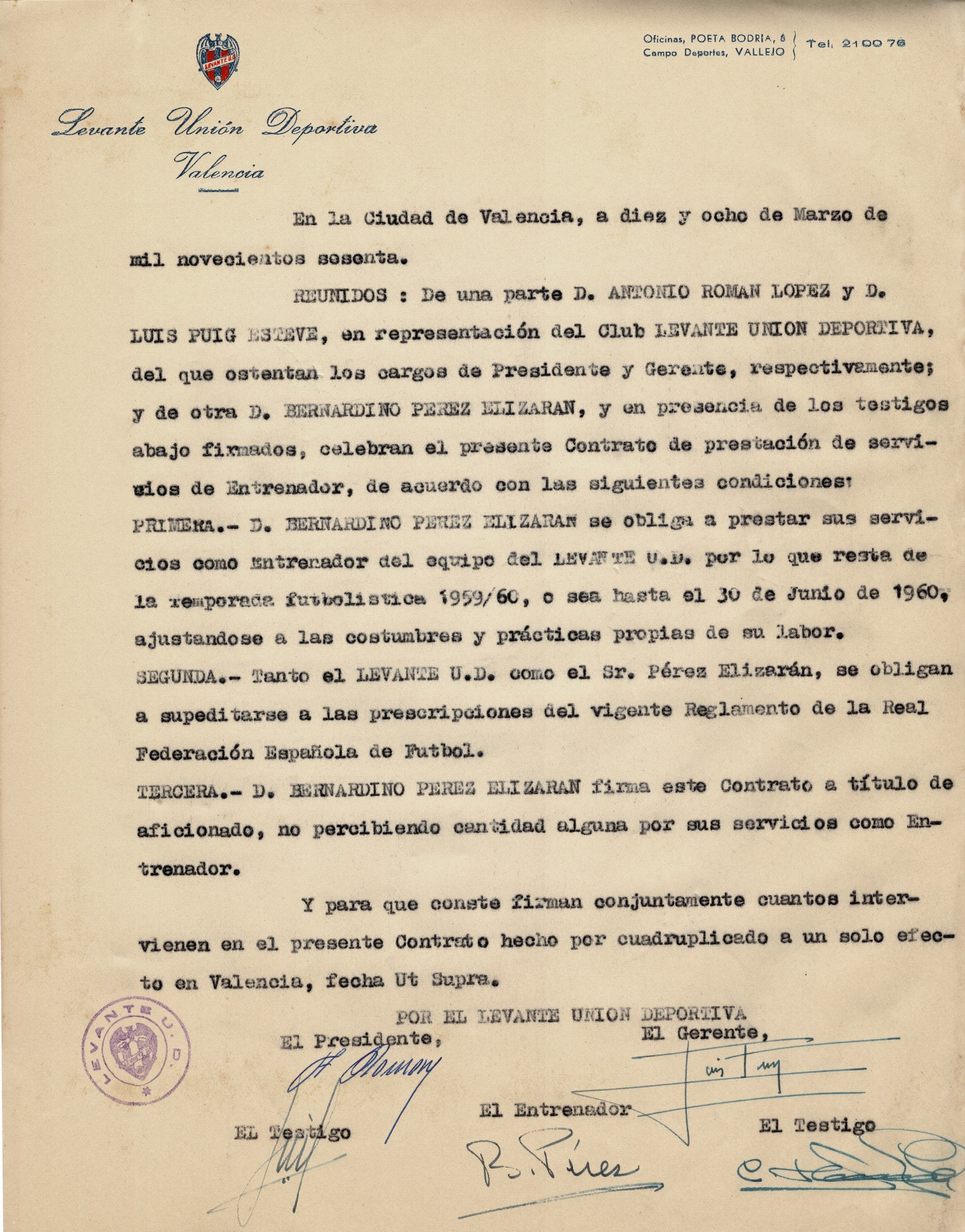
Contrato de Pasieguito como entrenador en el Levante UD, 1960.

Durante los 17 años que perteneció al Valencia CF demostró un gran compromiso y liderazgo , este liderazgo le llevó a realizar unas declaraciones en 1959 en las que criticó el juego del equipo totalmente supeditado a Walter gran fichaje del club en detrimento del juego de equipo ello molestó gravemente a los dirigentes que decidieron no renovarle y no dejarle injustamente jugar el partido homenaje de su compañero y amigo Puchades cuando ya no pertenecía al Valencia y jugaba su última temporada como futbolista y posteriormente entrenador en el Levante UD.  
A continuación empezó su carrera como entrenador, al principio en el C. D. Mestalla, filial del Valencia, del que salió antes de iniciarse la competición para fichar como jugador del Levante, donde terminó ejerciendo de entrenador durante los últimos meses de la temporada 1959-60. Tras esto entrenó al Carcagente, al Valencia, al C. E. Sabadell al que clasificó en cuarta posición llegando a jugar la Copa de la UEFA en la temporada 1968-69, al Granada C. F. y al Real Sporting de Gijón. Sin embargo, nunca estuvo mucho tiempo desligado del Valencia, al que entrenó de manera esporádica con notable éxito ya que logró la Copa del Rey de 1979 y la Supercopa de Europa de 1980, siendo el primer entrenador en España que lograba este título en su historia. La mayor parte del tiempo estuvo ligado a la secretaría técnica del club, en la que consiguió grandes éxitos como los fichajes de Kempes y Mijatović.

## Selección nacional
Fue internacional con la selección española en un total de tres partidos. Su debut se produjo el 6 de enero de 1954 ante Turquía en un encuentro disputado en Madrid. Los tres partidos que disputó se corresponden a la histórica eliminatoria que perdió España ante la selección otomana para acceder al Mundial de Suiza 1954 y que, después de tres empates, se decidió por sorteo.

## Clubes

### Como jugador
| Club                 | País   | Año       |
| -------------------- | ------ | --------- |
| Valencia C. F.       | España | 1942-1944 |
| Levante U. D.        | España | 1944-1945 |
| Valencia C. F.       | España | 1945-1946 |
| Gimnástica de Burgos | España | 1946-1947 |
| Valencia C. F.       | España | 1947      |
| Gimnástica de Burgos | España | 1947-1948 |
| Valencia C. F.       | España | 1948-1959 |
| Levante U. D.        | España | 1959-1960 |

### Como entrenador
| Club                   | País   | Año                 |
| ---------------------- | ------ | ------------------- |
| Levante U. D.          | España | 1960                |
| U. D. Carcagente       | España | 1961-1962           |
| Valencia C. F.         | España | 1963-1964           |
| C. E. Sabadell F. C.   | España | 1964-1972           |
| Granada C. F.          | España | 1972-1973           |
| Real Sporting de Gijón | España | 1974-1975           |
| Valencia C. F.         | España | 1977 1979 1980-1982 |
| C. E. Sabadell F. C.   | España | 1985                |

## Palmarés

### Como jugador

#### Campeonatos nacionales
| Título                | Club           | País   | Año  |
| --------------------- | -------------- | ------ | ---- |
| Liga española         | Valencia C. F. | España | 1944 |
| Liga española         | Valencia C. F. | España | 1947 |
| Copa del Generalísimo | Valencia C. F. | España | 1949 |
| Copa del Generalísimo | Valencia C. F. | España | 1954 |

#### Distinciones individuales
| Distinción            | Año  |
| --------------------- | ---- |
| Trofeo Monchín Triana | 1958 |

### Como entrenador

#### Campeonatos nacionales
| Título       | Club           | País   | Año  |
| ------------ | -------------- | ------ | ---- |
| Copa del Rey | Valencia C. F. | España | 1979 |

#### Copas internacionales
| Título              | Club           | País   | Año  |
| ------------------- | -------------- | ------ | ---- |
| Supercopa de Europa | Valencia C. F. | España | 1980 |